# 蒲州桑落酒
蒲州桑落酒，又称桑落酒，是中华人民共和国山西省临汾市永济市（古为蒲州）的当地清香型白酒。

## 特点
桑落酒相传为河东刘白堕首创，因于十月桑落时酿制，故名桑落酒。北魏贾思勰在《齐民要术》中载有“桑落酒法”。南北朝时期，形成“鹤觞”等名称。宋朝因赵匡胤喜爱，赐其酒为宫廷御酒。但至清末失传手艺，后经永济县人民政府派人调查考究，重新酿制桑落酒的秘方。1979年，山西省永济县桑落酒厂试产。1981年在省外出售，同年被评为山西省优质产品。